# Mordella novemguttata
Mordella novemguttata es una especie de coleóptero de la familia Mordellidae.

## Distribución geográfica
Habita en Woodlark (Papúa Nueva Guinea).